# Alejandro González Iñárritu
Alejandro González Iñárritu (Cidade do México, 15 de Agosto de 1963) é um cineasta mexicano.

## Biografia
Iniciou sua carreira profissional em 1984 como DJ na emissora de rádio mexicana WFM (96.9 FM). A partir de 1988 começou a se dedicar a compor músicas para alguns filmes mexicanos.
Estudou cinema em Maine com a supervisão do diretor Ludwik Margules e em Los Angeles por Judith Weston. Na década de 1990 já estava encarregado da produção da Televisa. Aos 27 anos se tornou um dos diretores mais jovens.
Em 1991, depois da Televisa, criou sua própria companhia, a Zeta Films, que produzia propagandas e curtas-metragens assim como programas de televisão. Começou a escrever e rodar anúncios televisivos. Seu primeiro filme de média duração, Detrás del primero, foi produzido pela Televisa e conta com a atuação do espanhol Miguel Bosé.
Juntamente com o roteirista Guillermo Arriaga, produziu 11 curtas nos quais pretendia mostrar as contradições que oculta a Cidade do México. Depois de três anos e trinta e seis rascunhos, acabaram unindo três dessas histórias em um longa-metragem: Amores perros. Esse filme foi indicado ao Oscar como Melhor Filme Estrangeiro e obteve vários prêmios em festivais internacionais, destacando-se o prêmio de Melhor Filme na Semaine de la Critique do Festival de Cannes.
Em 2002, dirigiu um projeto cinematográfico a fim de narrar os atentados no World Trade Center em Nova York, 11'09'01 Onze de Setembro, que contou com a participação de Wim Wenders, Ken Loach, Mira Fair, Amos Gitai e Sean Penn.
O sucesso de Amores perros levou González aos Estados Unidos para dirigir o filme 21 Grams, para a Universal Pictures. O cargo de roteirista esteve mais uma vez com Guillermo Arriaga e o filme contou com os atores Benicio del Toro, Naomi Watts e Sean Penn, que foram indicados ao Oscar por suas atuações.
Seguiu-se então o filme, Babel, que constará de quatro histórias ambientadas em Marrocos, Tunísia, México e Japão, lançado em 2006 e que conta com Adriana Barraza, Gael García Bernal, Cate Blanchett, Brad Pitt e Koji Yakusho.
O filme foi bem aclamado, tendo sido indicado a diversos prêmios - incluindo o Globo de Ouro de Melhor Filme (o qual venceu) e o Oscar - incluindo a direção de Alejandro.
Em 2014 dirigiu Birdman or (The Unexpected Virtue of Ignorance), filme estrelado por Michael Keaton no papel de um ator, famoso por ter interpretado um super-herói no cinema do passado, tentado restaurar a fama montando uma peça de teatro.
O filme foi um sucesso de crítica, ganhando inúmeras premiações e sendo indicado a sete prêmios do Globo de Ouro (vencendo em Melhor Ator - Comédia/Musical, para Keaton, e Melhor Roteiro, para Alejandro, Nicolás Giacobone, Alexander Dinelaris e Armando Bo).
Em 2015, dirigiu The Revenant, filme estrelado por Leonardo DiCaprio que interpreta Hugh Glass, um explorador e comerciante de peles que, após ser atacado por um urso, é abandonado para morrer pelos seus companheiros. O filme foi bem recebido pela crítica e recebeu 3 Globos de Ouro: Melhor Filme - Drama, Melhor Diretor (Alejandro G. Iñárritu) e Melhor Ator - Drama (Leonardo DiCaprio); e 3 Oscars:  Melhor Diretor (Alejandro G. Iñárritu), Melhor Ator (Leonardo DiCaprio) e Melhor Fotografia (Emmanuel Lubezki).

## Filmografia
- Bardo, Falsa Crônica de Algumas Verdades (2022)
- Carne y arena (2017)
- The Revenant (2015)
- Birdman or (The Unexpected Virtue of Ignorance) (2014)
- Biutiful (2010)
- Chacun son cinéma ou Ce petit coup au coeur quand la lumière s'éteint et que le film commence (2007)
- Babel (2006)
- 21 Grams (2003)
- 11'09"01 - September 11(2002)
- Powder keg (curta-metragem) (2001)
- Amores perros (2000)
- El timbre (curta-metragem) (1996)
- Detrás del dinero (curta-metragem) (1995)

## Prémios e nomeações
- Ganhou o Oscar de Melhor Diretor por "O Regresso" (2016). Se tornando o segundo Óscar consecutivo e tornando-se o terceiro diretor a ganhar dois Óscar consecutivamente.
- Ganhou o Globo de Ouro por Melhor direção e melhor filme dramático por "The Revenant" (2016).
- Ganhou o Óscar de Melhor Diretor por "Birdman" (2015)
- Recebeu uma nomeação ao Óscar de Melhor Realizador e Melhor Filme, por "Babel" (2006)
- Recebeu uma nomeação ao Globo de Ouro de Melhor Realizador, por "Babel" (2006)
- Ganhou o Globo de Ouro por Melhor roteiro, por "Birdman" (2014).
- Recebeu uma indicação ao Globo de Ouro de Melhor Realizador, por "Birdman" (2014).
- Recebeu uma nomeação ao BAFTA de Melhor Realizador, por "Babel" (2006)
- Ganhou o BAFTA de Melhor Filme Estrangeiro, por "Amores perros" (2000)
- Recebeu uma nomeação ao César de Melhor Filme Europeu, por "11'9''01 Onze de Setembro" (2002)
- Recebeu uma nomeação ao César de Melhor Filme Estrangeiro, por "21 Gramas" (2003)
- Recebeu uma nomeação ao Independent Spirit Awards de Melhor Filme Estrangeiro, por "Amores perros" (2000)
- Ganhou um prêmio especial no Independent Spirit Awards, por "21 Gramas" (2003)
- Recebeu uma nomeação ao Prêmio Bodil de Melhor Filme Não-Americano, por "Amores perros" (2000)
- Ganhou o prêmio de Melhor Realizador no Festival de Cannes, por "Babel" (2006)
- Ganhou o Prêmio Ecumênico do Júri no Festival de Cannes, por "Babel" (2006)
- Ganhou o Prêmio da Crítica no Festival de Cannes, por "Amores perros" (2000)
- Ganhou o Prêmio da Crítica na Mostra Internacional de São Paulo, por "Amores perros" (2000)
- Ganhou uma Menção Honrosa na Mostra Internacional de São Paulo, por "Amores perros" (2000)
- Ganhou o prêmio de Melhor Filme de Estreia no Festival de Havana, por "Amores perros" (2000)
- Ganhou o prêmio de Melhor Filme no Festival de Tóquio, por "Amores perros" (2000)
- Ganhou o prêmio de Melhor Realizador no Festival de Tóquio, por "Amores perros" (2000)
- Ganhou o prêmio de Melhor Filme no Festival de Bogotá, por "Amores perros" (2000)
- Ganhou o prêmio de Melhor Filme - Voto Popular no Festival de Bogotá, por "Amores perros" (2000)
- Ganhou o prêmio de Melhor Realizador no Festival de Bogotá, por "Amores perros" (2000)